# Australian air Express
Australian air Express — австралийская логистическая компания, базирующаяся в Мельбурне (штат Виктория). Она осуществляла грузовые перевозки с использованием самолётов, арендованных у авиакомпаний Qantas, National Jet Systems и Pel-Air. С 2013 года полностью вошла в состав Qantas Freight.

## История и операционная деятельность
Компания Australian air Express была основана в 1992 году как совместное предприятие крупнейшей австралийской авиакомпании Qantas (50 %) и государственной почтовой компании Australia Post (50 %). Воздушные перевозки начались 1 августа 1992 года.
Для срочных перевозок компания Australian air Express использует систему "Next Flight", когда грузы перевозятся на ближайшем рейсе авиакомпаний группы Qantas (при наличии места в грузовом отсеке самолёта). Для других тарифов используются самолёты, арендованные Australian air Express.

## Воздушный флот

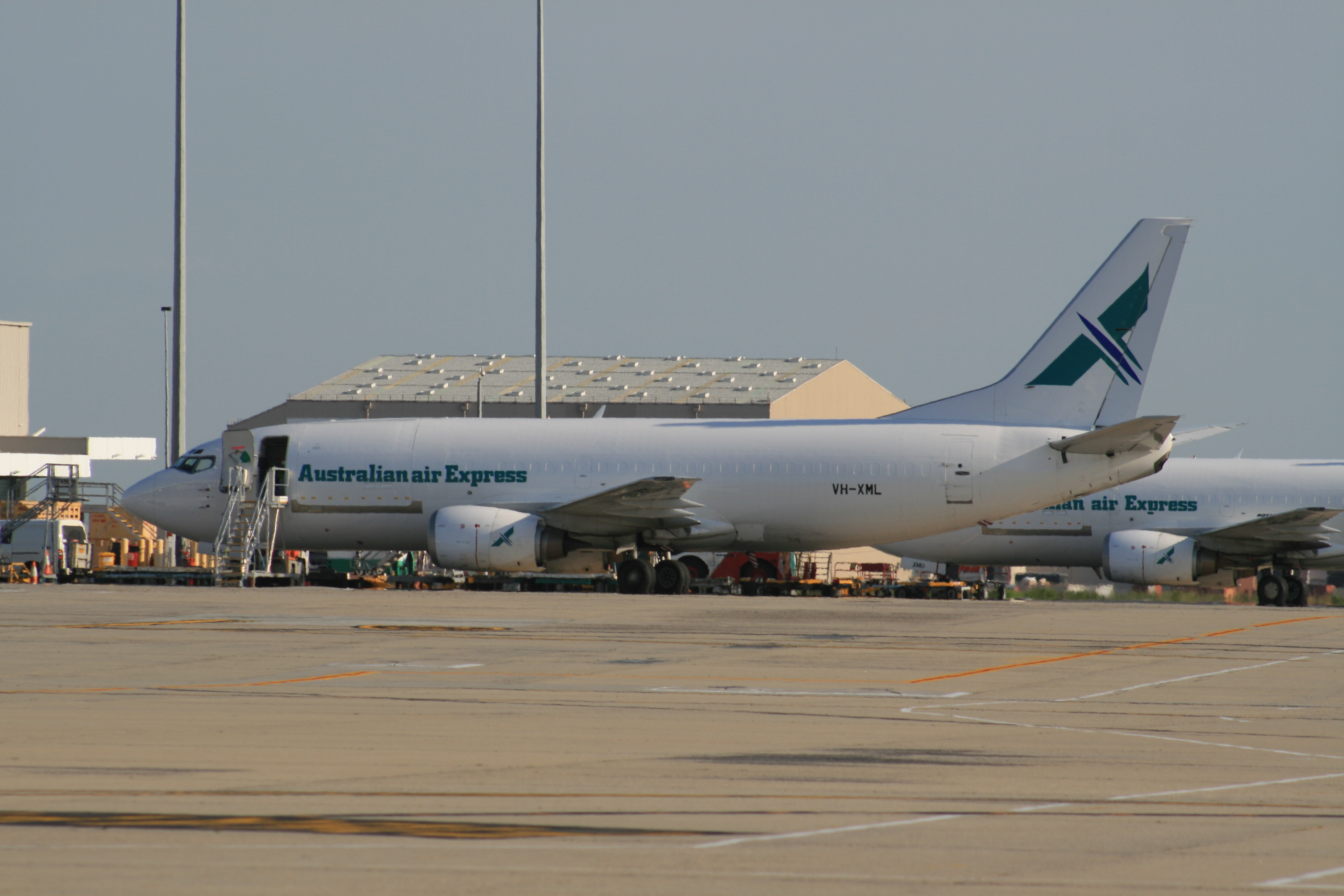
Boeing 737-300F

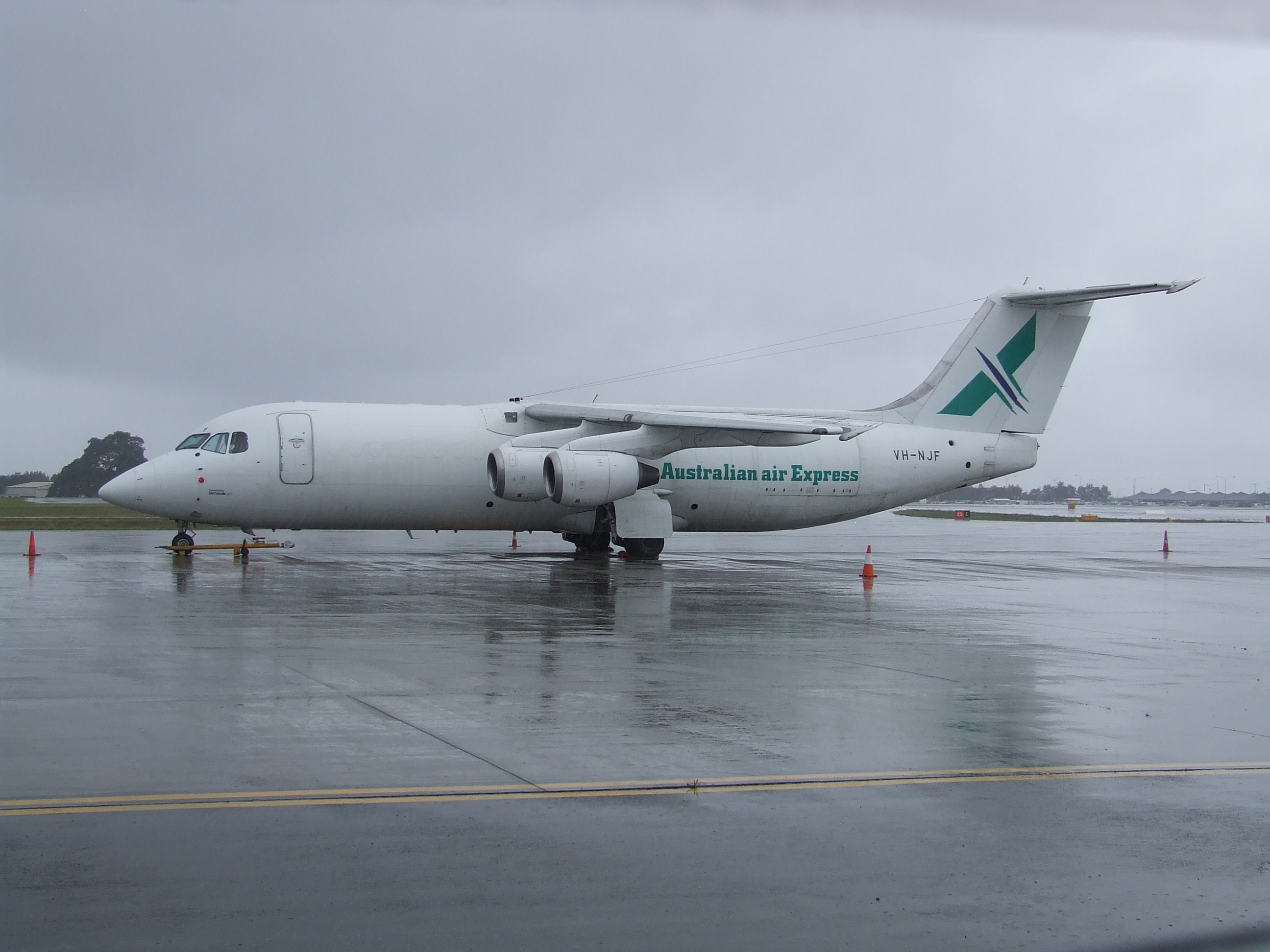
BAe 146-300

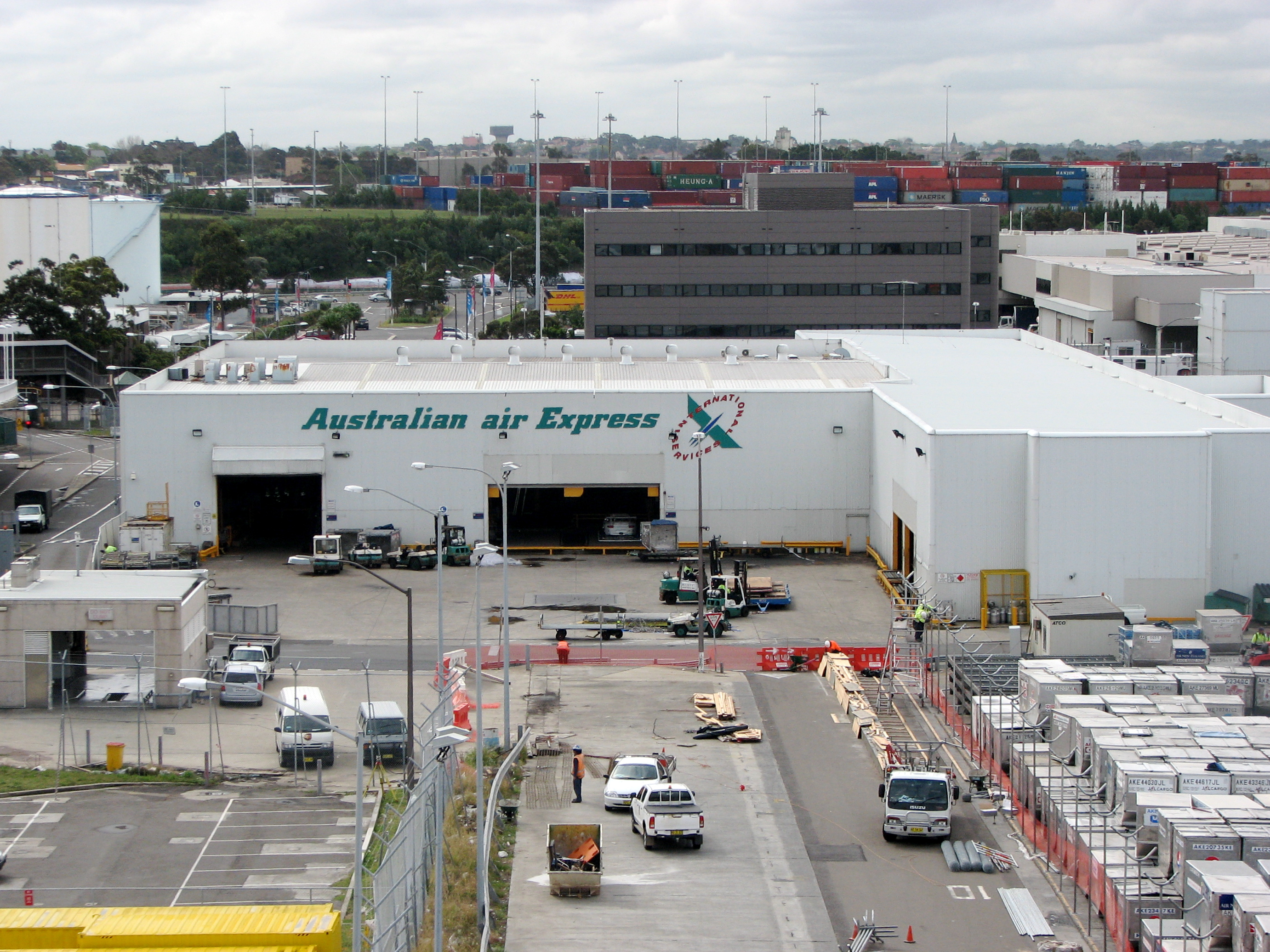
Здание Australian air Express в аэропорту Сиднея

По состоянию на сентябрь 2010 года воздушный флот авиакомпании Australian air Express составляли следующие самолёты:

## Маршрутная сеть
В феврале 2008 года маршрутная сеть регулярных грузовых перевозок авиакомпании Australian air Express охватывала всю Австралию. Рейсы совершались в аэропорты Аделаиды, Айерс-Рок, Брисбена, Голд-Кост, Дарвина, Канберры,  Кэрнса,  Лонсестона, Маккая, Мельбурна, Ньюкасла, Перта, Рокгемптона, Сиднея, Таунсвилла, Хобарта.